# Clasificación para el Campeonato Femenino Sub-20 de la Concacaf de 2006
En el proceso de clasificación para el Campeonato Femenino Sub-20 de la Concacaf de 2006 compitieron 22 selecciones por los 5 cupos disponibles. Con las tres plazas destinadas a Canadá, México y Estados Unidos, fueron 8 participantes los que disputaron la competencia final del torneo.

## Equipos clasificados
- Canadá
- El Salvador
- Estados Unidos
- Jamaica
- México
- Panamá
- Surinam
- Trinidad y Tobago

## Eliminatorias

### Centro América

#### Grupo A
| Equipo    | Pts | PJ | PG | PE | PP | GF | GC | Dif |
| --------- | --- | -- | -- | -- | -- | -- | -- | --- |
| Panamá    | 6   | 2  | 2  | 0  | 0  | 7  | 1  | +6  |
| Honduras  | 3   | 2  | 1  | 0  | 1  | 3  | 3  | 0   |
| Nicaragua | 0   | 2  | 0  | 0  | 2  | 1  | 7  | -6  |

| 9 de noviembre de 2005 | Panamá | 5:0 | Nicaragua |  |  |

| 11 de noviembre de 2005 | Nicaragua | 1:2 | Honduras |  |  |

| 13 de noviembre de 2005 | Panamá | 2:1 | Honduras |  |  |

#### Grupo B
| Equipo      | Pts | PJ | PG | PE | PP | GF | GC | Dif |
| ----------- | --- | -- | -- | -- | -- | -- | -- | --- |
| El Salvador | 4   | 2  | 1  | 1  | 0  | 1  | 0  | +1  |
| Costa Rica  | 3   | 2  | 1  | 0  | 1  | 6  | 1  | +5  |
| Guatemala   | 1   | 2  | 0  | 1  | 1  | 0  | 6  | -6  |

| 22 de noviembre de 2005 | Guatemala | 0:0 | El Salvador |  |  |

| 24 de noviembre de 2005 | Costa Rica | 0:1 | El Salvador |  |  |

| 26 de noviembre de 2005 | Guatemala | 0:6 | Costa Rica |  |  |

### Caribe

#### Primera Fase

##### Grupo A
| Equipo                       | Pts | PJ | PG | PE | PP | GF | GC | Dif |
| ---------------------------- | --- | -- | -- | -- | -- | -- | -- | --- |
| Trinidad y Tobago            | 9   | 3  | 3  | 0  | 0  | 47 | 0  | +47 |
| Granada                      | 4   | 3  | 1  | 1  | 1  | 11 | 12 | -1  |
| Santa Lucía                  | 4   | 3  | 1  | 1  | 1  | 5  | 20 | -15 |
| San Vicente y las Granadinas | 0   | 3  | 0  | 0  | 3  | 1  | 32 | -31 |

| 17 de agosto de 2005 | Trinidad y Tobago | 11:0 | Granada |  |  |

| 17 de agosto de 2005 | Santa Lucía | 4:1 | San Vicente y las Granadinas |  |  |

| 19 de agosto de 2005 | Trinidad y Tobago | 18:0 | San Vicente y las Granadinas |  |  |

| 19 de agosto de 2005 | Santa Lucía | 1:1 | Granada |  |  |

| 21 de agosto de 2005 | Granada | 10:0 | San Vicente y las Granadinas |  |  |

| 21 de agosto de 2005 | Trinidad y Tobago | 18:0 | Santa Lucía |  |  |

##### Grupo B
| Equipo                | Pts | PJ | PG | PE | PP | GF | GC | Dif |
| --------------------- | --- | -- | -- | -- | -- | -- | -- | --- |
| Surinam               | 7   | 3  | 2  | 1  | 0  | 11 | 2  | +9  |
| Anguila               | 4   | 3  | 1  | 1  | 1  | 6  | 4  | +2  |
| Dominica              | 4   | 3  | 1  | 1  | 1  | 2  | 4  | -2  |
| Antillas Neerlandesas | 1   | 3  | 0  | 1  | 2  | 2  | 11 | -9  |

| 20 de septiembre de 2005 | Anguila | 5:2 | Antillas Neerlandesas |  |  |

| 20 de septiembre de 2005 | Surinam | 4:1 | Dominica |  |  |

| 22 de septiembre de 2005 | Antillas Neerlandesas | 0:0 | Dominica |  |  |

| 22 de septiembre de 2005 | Surinam | 1:1 | Anguila |  |  |

| 24 de septiembre de 2005 | Dominica | 1:0 | Anguila |  |  |

| 24 de septiembre de 2005 | Surinam | 6:0 | Antillas Neerlandesas |  |  |

##### Grupo C
| Equipo                 | Pts | PJ | PG | PE | PP | GF | GC | Dif |
| ---------------------- | --- | -- | -- | -- | -- | -- | -- | --- |
| Jamaica                | 9   | 3  | 3  | 0  | 0  | 29 | 0  | +29 |
| Antigua y Barbuda      | 6   | 3  | 2  | 0  | 1  | 7  | 11 | -4  |
| Bahamas                | 3   | 3  | 1  | 0  | 2  | 6  | 16 | -10 |
| San Cristóbal y Nieves | 0   | 3  | 0  | 0  | 3  | 0  | 15 | -15 |

| 26 de septiembre de 2005 | San Cristóbal y Nieves | 0:5 | Bahamas |  |  |

| 28 de septiembre de 2005 | Antigua y Barbuda | 4:1 | Bahamas |  |  |

| 28 de septiembre de 2005 | San Cristóbal y Nieves | 0:7 | Jamaica |  |  |

| 30 de septiembre de 2005 | Jamaica | 12:0 | Bahamas |  |  |

| 30 de septiembre de 2005 | San Cristóbal y Nieves | 0:3 | Antigua y Barbuda |  |  |

| 2 de octubre de 2005 | Antigua y Barbuda | 0:10 | Jamaica |  |  |

##### Grupo D
| Equipo                               | Pts | PJ | PG | PE | PP | GF | GC | Dif |
| ------------------------------------ | --- | -- | -- | -- | -- | -- | -- | --- |
| Haití                                | 9   | 3  | 3  | 0  | 0  | 27 | 1  | +26 |
| República Dominicana                 | 6   | 3  | 2  | 0  | 1  | 34 | 2  | +32 |
| Islas Vírgenes de los Estados Unidos | 3   | 3  | 1  | 0  | 2  | 12 | 22 | -10 |
| Islas Vírgenes Británicas            | 0   | 3  | 0  | 0  | 3  | 0  | 48 | -48 |

| 21 de septiembre de 2005 | Haití | 11:0 | Islas Vírgenes Británicas |  |  |

| 21 de septiembre de 2005 | República Dominicana | 8:0 | Islas Vírgenes de los Estados Unidos |  |  |

| 23 de septiembre de 2005 | Haití | 14:0 | Islas Vírgenes de los Estados Unidos |  |  |

| 23 de septiembre de 2005 | República Dominicana | 25:0 | Islas Vírgenes Británicas |  |  |

| 25 de septiembre de 2005 | Islas Vírgenes de los Estados Unidos | 12:0 | Islas Vírgenes Británicas |  |  |

| 25 de septiembre de 2005 | República Dominicana | 1:2 | Haití |  |  |

#### Fase Final

##### Grupo A
| Equipo            | Pts | PJ | PG | PE | PP | GF | GC | Dif |
| ----------------- | --- | -- | -- | -- | -- | -- | -- | --- |
| Jamaica           | 9   | 3  | 3  | 0  | 0  | 4  | 0  | +4  |
| Trinidad y Tobago | 6   | 3  | 2  | 0  | 1  | 7  | 2  | +5  |
| Surinam           | 3   | 3  | 1  | 0  | 2  | 2  | 7  | -5  |
| Haití             | 0   | 3  | 0  | 0  | 3  | 2  | 6  | -4  |

| 13 de noviembre de 2005 | Surinam | 2:1 | Haití |  |  |

| 13 de noviembre de 2005 | Trinidad y Tobago | 0:1 | Jamaica |  |  |

| 15 de noviembre de 2005 | Jamaica | 2:0 | Surinam |  |  |

| 15 de noviembre de 2005 | Trinidad y Tobago | 3:1 | Jamaica |  |  |

| 17 de noviembre de 2005 | Jamaica | 1:0 | Haití |  |  |

| 17 de noviembre de 2005 | Trinidad y Tobago | 4:0 | Surinam |  |  |